# Lirio de Pascua

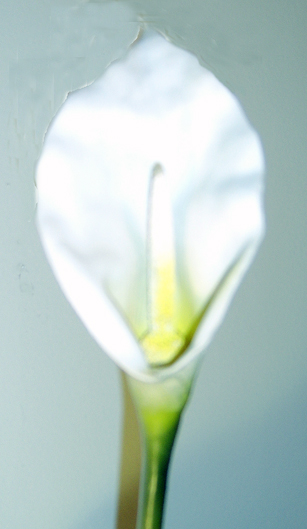
Lirio de Pascua

El lirio de Pascua (en inglés: Easter Lily) es un distintivo en forma de flor de cala usado en Semana Santa por los republicanos irlandeses dedicado a la memoria de los combatientes republicanos que murieron o fueron ejecutados durante el Alzamiento de Pascua de 1916.

## Historia
El lirio de Pascua fue introducido en 1926 por Cumann na mBan (Liga de Mujeres, organización paramilitar femenina, auxiliar del IRA) que las vendía a las puertas de las iglesias para recaudar fondos. El importe de sus ventas iba destinado al fondo de prisioneros Irish Republican Prisoners' Dependants Fund. Tradicionalmente se vendía a las puertas de las iglesias el domingo de Pascua  o Resurrección y también era usado en las conmemoraciones republicanas. En los primeros años de su existencia, las personas de un amplio espectro político, desde el Fianna Fáil hasta el Sinn Féin llevaban lirios.
En la década de los años 30, las relaciones entre el Fianna Fáil y el IRA se deterioró considerablemente, tras el asesinato por parte del IRA en febrero de 1935 de Richard Más O’Farrell (hijo de Gerald, terrateniente agente de tierras en Sanderson). La dirección del Fianna Fáil dio instrucciones a los miembros de su partido para dejar de vender y llevar el lirio, ya que era el símbolo de una organización cuyos métodos desaprobaban. Para conmemorar la Semana Santa de ese mismo año, el Fianna Fáil introdujo un nuevo símbolo al que llamaron antorcha de Pascua (Easter Torch), que se vendió durante algunos años, pero que se retiró, ya que resultó impopular entre las bases del partido, que continuaban llevando el antiguo.

## Los intentos de prohibir la venta
Desde la  década de los años 30, los sucesivos gobiernos del Fianna Fáil y el Fine Gael trataron sin éxito de suprimir las ventas del lirio de Pascua de acuerdo a la petición del diario oficial del Sinn Féin, An Phoblacht.

## El crecimiento como identificación del IRA
Tanto los oficiales como los provisionales de la organización separatista IRA vieron el lirio de Pascua como un símbolo de conmemoración para los miembros de su organización que murieron en el “servicio activo”.
En la década de 1990, las versiones de metal del símbolo se hicieron populares y eran usados por simpatizantes  en cualquier momento del año. Sus ventas y uso se han incrementado tras  el apoyo electoral del Sinn Féin.